# 홍성중학교
홍성중학교(洪城中學校)는 대한민국 충청남도 홍성군 홍성읍 고암리에 있는 공립 중학교이다.

## 학교 연혁
- 1935년 5월 25일 : 홍성공립 농업실수학교 설립인가 (2년제)
- 1935년 9월 3일 : 개교
- 1937년 5월 20일 : 홍성공립 농업전수학교로 개편 (2년제)
- 1945년 4월 1일 : 홍성공립 농업학교로 개편 (4년제)
- 1946년 9월 1일 : 홍성공립 농업중학교로 개편 (6년제)
- 1951년 10월 1일 : 홍성중학교로 개편(3년제 15학급 인가)
- 2020년 3월 1일 : 14학급 편성(일반학급 12학급, 특수학급 2학급)
- 2023년 1월 6일 : 제72회 116명 졸업(누계 21,877명)
- 2024년 3월 4일 : 제76회 94명 입학
- 2024년 9월 1일 : 제26대 김선완 교장 취임

## 참고 자료
- 홍성중학교 - 한국교육학술정보원 학교알리미